# Onitis aethiops
Onitis aethiops là một loài bọ cánh cứng trong họ Bọ hung (Scarabaeidae).